# 리턴 (2003년 영화)
《리턴》(러시아어: Возвращение)은 2003년 개봉된 러시아의 드라마 영화이다. 안드레이 즈뱌긴체프가 감독과 공동각본을 맡았다. 2003 베네치아 영화제 황금사자상, 2004 니카상 작품상 수상작이다.

## 출연

### 주연
- 블라디미르 가린
- 이반 도브론라보프

### 조연
- 콘스탄틴 라브로넨코
- 나탈리아 프도비나
- 가리나 페트로바

## 기타
- 미술: 자나 파크호모바
- 의상: 안나 바르툴리